# Disturbo affettivo stagionale
Il disturbo affettivo stagionale (SAD), anche noto come depressione d'inverno, winter blues, depressione d'estate, summer blues, o depressione stagionale, era considerato un disturbo dell'umore nel quale le persone con una condizione di buona salute mentale per la maggior parte dell'anno cadevano in depressione in estate o in inverno.
Nel manuale di diagnostica e statistica delle malattie psichiatriche DSM-IV e DSM-5, è tuttavia cambiata la classificazione. Non viene più considerato come un disturbo unico dell'umore, ma è specificamente chiamato disturbo a "pattern stagionale" per le depressioni maggiori ricorrenti che si manifestano in specifici intervalli di tempo nell'arco dell'anno e altrimenti regrediscono. Per quanto inizialmente la descrizione di questa sindrome incontrò un certo scetticismo è oggi riconosciuto come un disordine comune.
La U.S. National Library of Medicine sottolinea che alcune persone sperimentano un serio cambiamento d'umore al cambiare delle stagioni. Dormono in maniera eccessiva, hanno poche energie e spesso si sentono depresse. Per quanto i sintomi possano essere gravi, solitamente regrediscono spontaneamente a fine stagione. La condizione estiva può comprendere un elevato livello d'ansia.
La SAD fu formalmente descritta e le fu attribuito il nome nel 1984 da Norman E. Rosenthal e dai colleghi dell'istituto nazionale della salute.
Esistono molti trattamenti differenti per la classica SAD basati sul disordine invernale.

## Segni e sintomi
I sintomi della SAD possono consistere in difficoltà nello svegliarsi la mattina, nausea, tendenza a mangiare e dormire eccessivamente, questo porta spesso ad aumenti di peso ed obesità con patologie annesse. Altri sintomi possono essere l'astenia, difficoltà nel concentrarsi e nell'eseguire compiti, asocialità nei confronti di parenti ed amici, calo del desiderio sessuale. Le persone che presentano questo tipo di disturbo nei mesi estivi e primaverili mostrano il classico quadro depressivo che può includere ansia, insonnia, irritabilità, perdita di appetito oltre ed in alternativa ai sintomi già elencati.